# Vápenná
Vápenná är en ort i Tjeckien.   Den ligger i regionen Olomouc, i den östra delen av landet, 190 km öster om huvudstaden Prag. Vápenná ligger 409 meter över havet och antalet invånare är 1 271.
Terrängen runt Vápenná är kuperad åt sydväst, men åt nordost är den platt. Runt Vápenná är det ganska tätbefolkat, med 54 invånare per kvadratkilometer. Närmaste större samhälle är Jeseník, 9,7 km sydost om Vápenná. I omgivningarna runt Vápenná växer i huvudsak blandskog.